# Lago Kussharo
Il lago Kussharo (屈斜路湖?, Kussharo-ko) è un lago craterico situato nel parco nazionale di Akan, nell'est di Hokkaidō, la seconda isola più grande del Giappone. È il sesto lago più grande del paese, ma il più grande tra quelli di origine vulcanica, così come l'unico lago di tutto il Giappone ad avere la superficie completamente ghiacciata durante l'inverno. Il nome Kussharo è di origine ainu. Secondo la leggenda, nelle sue acque vivrebbe un mostro marino, ribattezzato Kusshie (dall'unione delle parole Kussharo e Nessie).

## Posizione
Il lago Kussharo si trova nella sottoprefettura di Kushiro ad Hokkaidō ed è raggiungibile con la Strada Nazionale 243. Questa giunge da ovest da Bihoro, attraverso l'omonimo passo, corre lungo tutta la parte sud-occidentale del lago e prosegue verso Teshikaga. Lungo le sponde orientali del lago vi è la Strada Prefetturale 52, che collega la Strada Nazionale 243 a Kawayuonsen, collegandosi alla Strada Nazionale 391 e alla linea ferroviaria attraverso la Stazione di Kawayuonsen. Da lì, la strada prosegue verso est fino al lago Mashū, ne segue le sponde e si ricollega nuovamente alla Strada Nazionale 243, in un punto un po' più a sud-ovest di quest'ultimo lago.

## Geografia

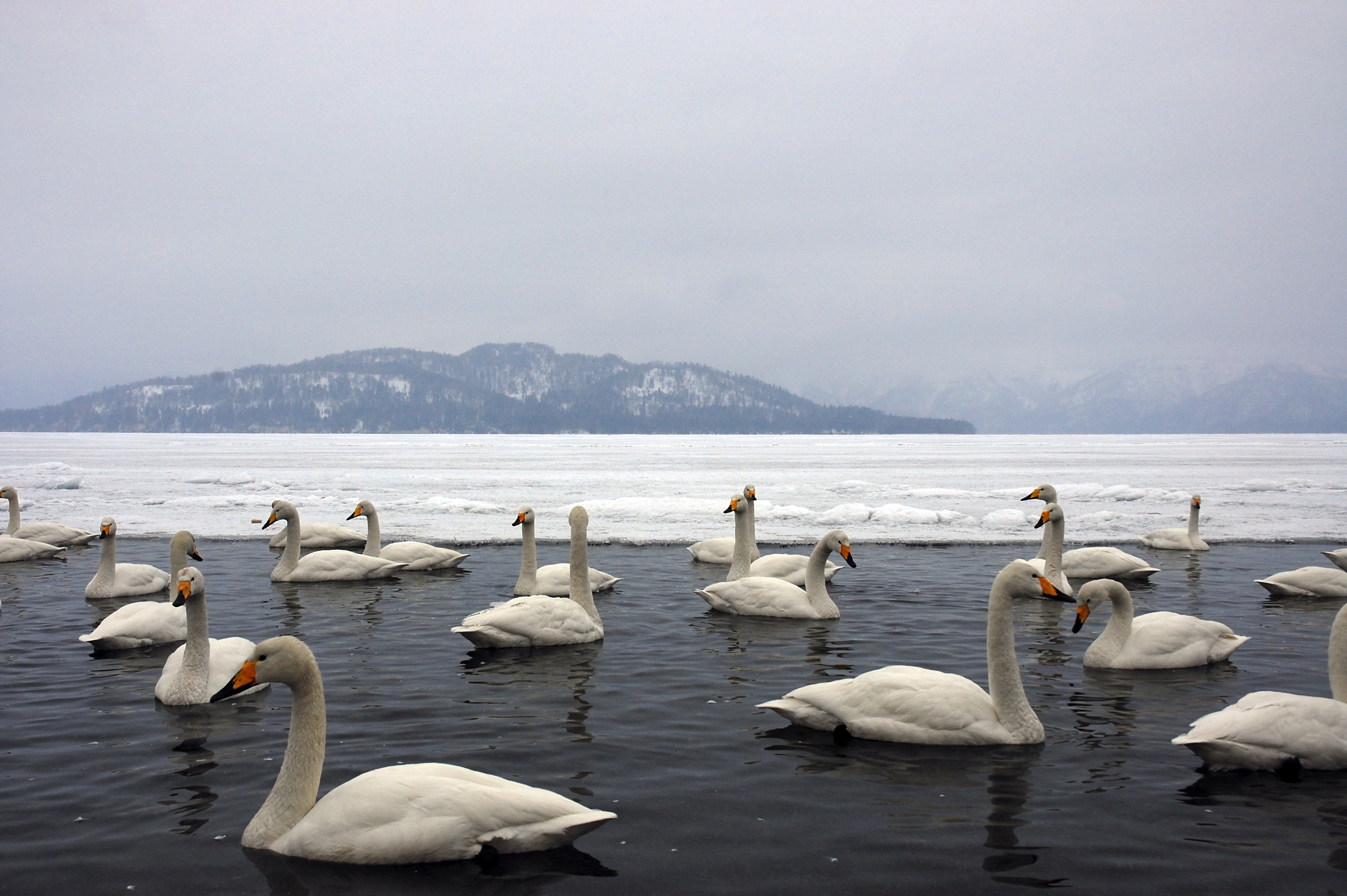
Cigni selvatici con il vulcano Nakajima sullo sfondo.

Al centro del lago Kussharo sorge lo stratovulcano Nakajima, dal quale fuoriescono gas vulcanici che rendono acide le sue acque. Ciononostante, il lago è ricco di pesci, che però evitano le aree fortemente contaminate dalle emissioni. Nelle sue acque è stata introdotta la trota arcobaleno, resistente a leggeri valori di acidità. Nel 1951 è stata scoperta lungo le sponde una particolare specie di cicala, protetta del Governo. Durante le migrazioni, sul lago giungono anche i cigni selvatici.
Lungo le sponde vi sono numerose sorgenti calde naturali e spiagge sabbiose. Sulla penisola di Wakoto, che si protende nel lago, si trovano alcune solfatare.
Il lago Kussharo ha una superficie di 79,50 km² e un volume di 2,25 km³. Ha una lunghezza di 57 km e una profondità compresa tra i 28,4 e i 118 m.

## Immissari ed emissari
Nelle acque del lago Kussharo si gettano numerosi piccoli torrenti, l'Atosa, l'Amemasu, l'Onnenai, lo Shikerepenbetsu, l'Onneshireto, il Toikoi, il Meshikimemu, l'Enetokomappu e l'Ossappu. Emissario del Kussharo è il Kushiro, che prosegue la sua corsa gettandosi infine nel Pacifico.

## Il «mostro» del lago

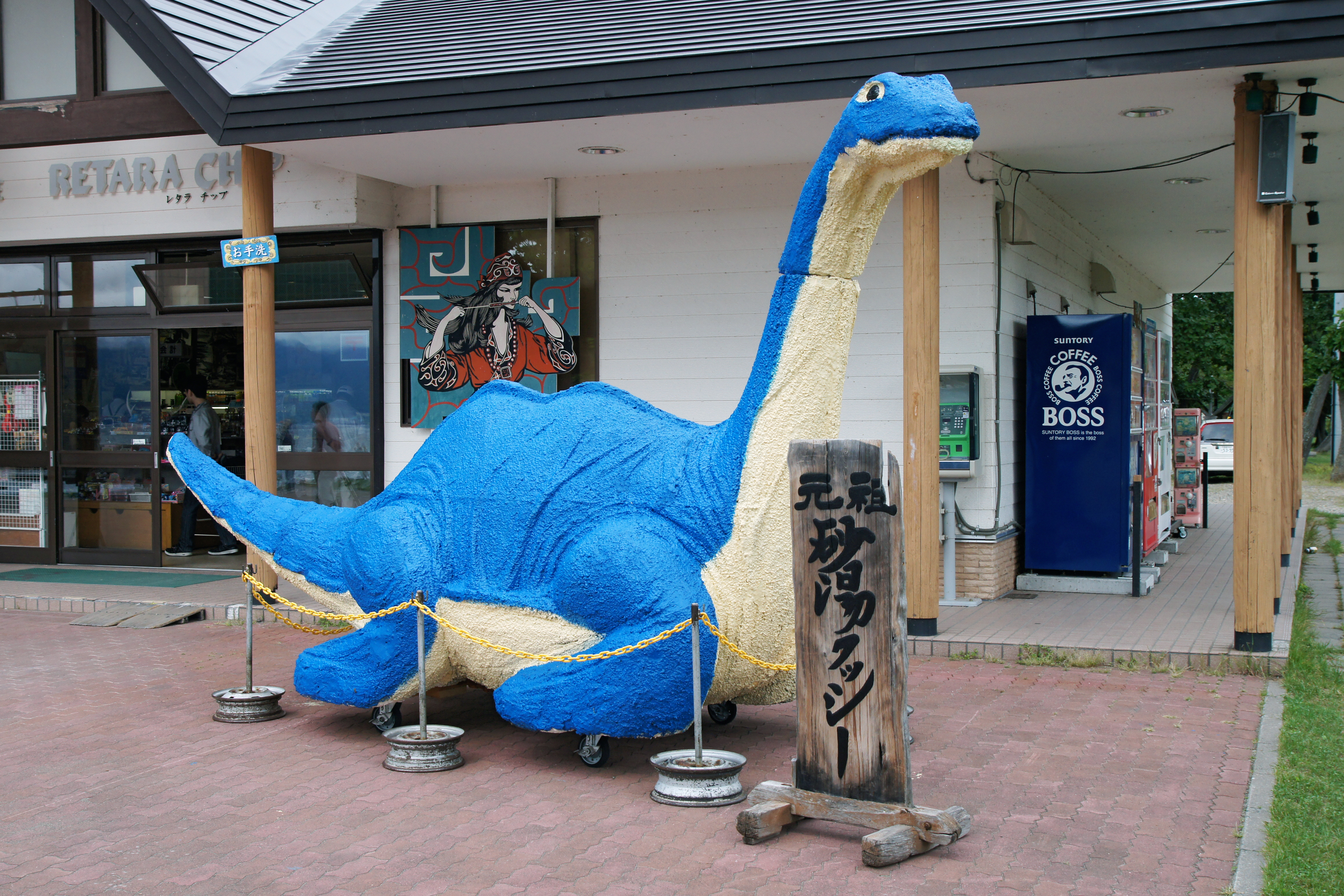
Modello del mostro Kusshie.

Secondo la leggenda, nelle acque del lago vivrebbe un mostro marino simile a quello di Loch Ness, che è stato battezzato Kusshie (クッシー?, Kushī) dalla stampa nel 1973.